# Magdalena (comics)
Pour les articles homonymes, voir Magdalena.
Magdalena est une héroïne de comics créée par Top Cow. Elle n'a pas de série propre mais deux séries limitées lui ont été consacrées et elle a fait des apparitions dans The Darkness, Witchblade, Tomb Raider, The Angelus et Vampirella. Elle est apparue dans Darkness #15 pour la première fois en juin 1998 aux États-Unis.

## L'histoire
Marie-Madeleine, considérée comme une pécheresse, fut sauvée par Jésus de la lapidation. À partir de ce jour, elle voua une grande dévotion au saint homme et le suivit jusqu'à sa crucifixion.
Considérée comme sa disciple préférée, elle devint son épouse et porta son enfant, une fille nommée Sarah. De cet enfant descend une lignée sacrée, porteuse du sang royal et doté d'un grand pouvoir se transmettant de mère à fille.  
Ses descendantes se font appeler Magdalena et sont au service du Vatican depuis le Moyen Âge. Elles sont élevées depuis l'enfance et formées jusqu'à ce qu'elles soient prêtes à prendre en main leur destin. C'est l'Inquisition, un puissant et secret conseil de cardinaux qui surveillent les activités des Magdalena et choisit leurs missions. Dès qu'une Magdalena meurt, elle est aussitôt remplacée par une autre.
La Magdalena a la capacité de voir dans le cœur des hommes, leur montrer leurs erreurs et racheter leurs péchés en faisant jaillir de leurs mains la lumière divine.
En plus de ses pouvoirs, la Magdalena manie la Lance du Destin, qui perca le flanc du Christ.

## Incarnations

### Sœur Rosalia
Rosalia a 33 ans. Violée pendant son adolescence, elle a donné naissance à une petite fille qu'elle est supposée avoir perdue et emportée en secret dans un couvent pour y être élevée par l'Inquisition.  
Elle est envoyée pour enquêter sur des meurtres commis par des vampires en France. Mais elle découvre qu'il s'agit d'êtres humains infectés avec un virus et qu'ils ne sont pas mauvais. Elle est tuée par les soldats de l'Inquisition, les Garduna, en essayant de les empêcher de tuer les vampires.  
Chronologiquement, Rosalia est la première Magdalena, rencontrée par les lecteurs dans la mini série Divine (1 à 3) mais elle est la seconde dans l'ordre de publication. La mini-série a été créée par Marcia Chen et Joe Benitez.

### Sœur Mariella
Mariella est la fille de Sœur Rosalia. Elle est la première Magdalena publiée (dans The Darkness 15 à 18, puis  Angelus 1 et 2). Mariella doit avoir dans les vingt ans quand elle est appelée à devenir la prochaine Magdalena.  
Elle a été envoyée pour tuer The Darkness avec la Lance du Destin mais elle manque complètement d'expérience. Même après que les Sœurs de l'Ordre de la Magdalena ont exécuté le rituel qui lui donne la capacité de révéler les péchés d'une personne, elle est encore battue par Jackie Estacado et laissé pour morte.
Rétablie de son combat, elle apprend où se trouve la Lance du Destin et veut la récupérer. Mais elle rencontre l'Angélus et Appolonia Francetti. Elle frôle encore la mort.  
La suite de son histoire n'est pas clairement écrite. Elle a survécu à sa rencontre avec Angelus mais n'a pas été revue par la suite. Puisqu'une nouvelle Magdalena a été appelé pour la replacer, il est vraisemblable que Sœur Mariella soit morte pendant une autre mission.  
Envoyée sur ces deux missions très dangereuses par le Cardinal Innocent et en suivant une lettre anonyme, il est possible que quelqu'un au sein de l'Église, probablement Innocent lui-même ait désiré la fin de la Magdalena et de sa lignée à cause de leur origine (la lignée du Christ et d'une pécheresse).  
Mariella est parue dans Darkness 15 à 18 sous le crayon de Malachy Coney et la plume de Joe Benitez puis dans le hors-série Angélus, par Marcia Chen et Brian Ching.

### Patience
La troisième Magdalena est Patience. Il n'y a pas d'information sur sa lignée exacte ou son lien avec ses deux prédécesseurs immédiats, et elle paraît trop âgée pour être une fille de Mariella. Patience faisait son noviciat quand elle quitte son couvent soudainement, forçant l'Inquisition à envoyer un agent, Kristof, la traquer quand son temps est venu de passer le costume de 'Magdalena.  
Kristof la retrouve dans les rues de New York avec une amie, une fille sans foyer nommée Rowan Barry. Kristof devient le mentor de Patience et lui donne sa formation de base dans son nouveau rôle. Patience est hésitante mais cède devant le destin quand Rowan est enlevé par des agents des forces du mal.
Cette première aventure dans son nouveau rôle la mène à un désaccord avec Kristof et l'Inquisition et l'incite à se déclarer indépendante de leur contrôle. Elle ne s'allie à eux que lorsque leurs objectifs ne sont pas en conflit avec son éthique.  
Patience est encore aperçue quand Sara Pezzini, un officier de police de la ville de New York et en possession du Witchblade, est attaquée par un démon sanguinaire se présentant comme une jeune femme. Sara trouve que ces Magdalena énigmatiques peuvent être des alliées précieuses contre un mal indicible qui erre dans les rues de Ville New York.  
Patience paraît dans Magdalena/Vampirella n° 1 par David Wohl et Joe Benitez, dans Witchblade n° 62-65 par David Wohl et Francis Manapul et dans la nouvelle mini-série Magdalena par Brian Holguin et Eric Basaldua.

### Benedetta Maria Ferro
Benedetta est une Magdalena du passé qui apparaît dans Darkness les Voiles Noires,.